# Elektroakustická hudba
Elektroakustická hudba je souborný název různých okruhů hudebně zvukové produkce, které se tradičně označují podle způsobu výroby, např.: elektronická hudba, konkrétní hudba, hudba pro magnetický pásek.
Tvůrci této hudby pracují s tóny a zvuky, které jsou schopny vytvořit speciální akustické nástroje, jako jsou Mertenotovy vlny, trautonium, melochod, russolofon, syntezátor. Skladatelé pracují také s autentickými zvuky z ulice, přírody, továrny nebo kanceláří, i se zvuky akustických hudebních nástrojů a lidského hlasu.
Komponování elektroakustické hudby je vlastně hledání a výběr žádoucích zvuků, jejich modifikace (úprava), mixáž (smíchání, spojení) a záznam. Modifikace zvuků je jedním z pozoruhodných rysů tohoto druhu tvorby. Pomocí různých přístrojů je možno zvuky zpomalovat, zrychlovat, přerušit, reprodukovat pozpátku atd. Lze také měnit jejich výšku, dynamiku, barvu, obohacovat je například vibratem, ozvěnou apod. Zkomponovaný celek je zaznamenávána v jedné neměnné podobě pak prostřednictvím reprodukčního zařízení oživován. Úkol umělce, který je interpretem skladby, tedy zaniká.
Existují také skladby spojující reprodukovaný zvukový materiál a živý instrumentální nebo vokální projev. Magnetofon či počítač se zde uplatňuje jako jeden z hudebních nástrojů.
Live electronic je jedna varianta elektroakustické hudby. Je to snaha odstranit neměnnost konečného znění a jistou odosobnělost elektroakustické hudby. Live electronic umožňuje skladateli přímo pomocí mixážního pultu a přídavných zařízení upravovat zvuk skladby ještě než jej posluchači uslyší z reprodukční soustavy. Následovně je možné zvuky vzniklé elektroakustickou cestou rozlišit od lidského hlasu i od zvuků akustických nástrojů.
Dříve se v elektroakustické hudbě rozlišovaly dva směry podle původu zvukového materiálu: elektroakustická hudba a konkrétní hudba.

## Skladatelé
- Karlheinz Stockhausen
- Pierre Boulez
- Edgard Varèse
- Luciano Berio
- Luigi Nono

- Ilja Zeljenka